# Raffaele Andreassi
Raffaele Andreassi, född 2 augusti 1924 i L'Aquila, död 20 november 2008 i Rom, var en italiensk filmregissör och manusförfattare. Han är mest känd för filmen Flashback (1969), som nominerades till Guldpalmen vid filmfestivalen i Cannes och kortfilmen I vecchi (1960), för vilken han vann Silverbjörnen vid filmfestivalen i Berlin.

## Filmografi (i urval)
- 1960 – I vecchi (kortfilm)
- 1961 – Gli stregoni (kortfilm, dokumentär)
- 1963 – Förbjudna nöjen (I piaceri proibiti)
- 1969 – Flashback